# Tom Davies
Thomas Davies (Liverpool, Inglaterra, Reino Unido, 30 de junio de 1998) es un futbolista inglés que juega como centrocampista para el Sheffield United F. C. de la EFL Championship.

## Vida personal
Davies nació en Liverpool, el 30 de junio de 1998. Es el sobrino del exfutbolista del Everton, Alan Whittle, que disputó 74 partidos con el club entre los años 1967 y 1972, y su hermano mayor, Liam Davies, es un futbolista semiprofesional que juega para el Southport.

## Trayectoria

### Academia
Davies comenzó su andadura futbolística en la academia del Tranmere Rovers, para que a los 11 años de edad, se uniera a las categorías inferiores del Everton. Durante la temporada 2013-14, debutó con el equipo sub-21, disputando los primeros 68 minutos frente al equipo sub-21 del Southampton, siendo sustituido por Calum Dyson. Davies continuó jugando de manera regular para el equipo sub-21 en las temporadas posteriores y firmó su primer contrato profesional el 30 de septiembre de 2015.

### Everton
Su impresionante forma fue recompensada cuando el entrenador español Roberto Martínez le hizo debutar en la Premier League el 16 de abril de 2016, reemplazando a Darron Gibson en el minuto 83 con el marcador de 1 a 1 frente al Southampton, en Goodison Park. En el último partido de la temporada de la Premier League, tras el despido de Roberto Martínez, Davies logró su primera titularidad con el primer equipo, teniendo como entrenador interino a David Unsworth en una victoria por 3-0 sobre Norwich City.
Ya en la temporada 2016-17, tras disputar algún otro partido como suplente, tuvo su primera titularidad de la temporada el 2 de enero de 2017 y registró su primera asistencia para el Everton en una victoria por 3-0 ante Southampton. Marcó su primer gol para el club 13 días después cuando anotó en una victoria de 4-0 en la Premier League ante el Manchester City. Su actuación le sirvió para llevarse el Hombre del Partido. El 9 de abril, anotó el gol más rápido de la temporada cuando marcó después de solo 30 segundos en una victoria 4-2 sobre el campeón reinante Leicester City. El siguiente mes, en la ceremonia de premios de la temporada del club,  Davies fue nombrado Joven Jugador del Año del Everton y también ganó el Premio del Rendimiento más destacado de la temporada por su papel en la victoria sobre el Manchester City.
En la siguiente temporada, durante las primeras etapas de la temporada bajo la dirección del gerente Ronald Koeman, el Everton perdió seis de sus primeros doce partidos durante los cuales Davies fue utilizado predominantemente como suplente y tuvo problemas para encontrar su espacio en los planes del entrenador. Volvió a contar con protagonismo tras el nombramiento de Sam Allardyce y en febrero de 2018 fue nombrado por el Observatorio de Fútbol CIES como el séptimo futbolista más prometedor del mundo con menos de 20 años de edad. Más tarde, ese mismo mes, hizo su aparición número 50 en la Premier League para el club en una derrota por 1-0 ante Watford. 
El 29 de agosto de 2018, Davies fue el capitán del Everton por primera vez en una victoria por 3-1 en la Copa EFL sobre Rotherham United. Al hacerlo, con la edad de 20 años y 60 días, se convirtió en el jugador más joven de la historia en ser el capitán del club, rompiendo el récord establecido previamente por Steve McMahon en 1983. En noviembre, fue uno de los 20 jugadores nominados para el premio Golden Boy.

### Selección nacional
Davies ha representado a las categorías inferiores de Inglaterra hasta el nivel sub-21. El 7 de octubre de 2015 fue seleccionado por el seleccionador de la selección absoluta de Inglaterra, Roy Hodgson, para entrenar con el equipo, tras observar su progresión desde el equipo sub-17. Apenas siete días después, fue nombrado capitán del equipo de Inglaterra sub-17 para la Copa del Mundo Sub-17 de la FIFA 2015 en Chile. En 2017, el Everton solicitó a la FA, que Davies no participase en la Copa del Mundo Sub-19, para que el jugador descansara, y estuviera listo para participar con el primer equipo. Dos años más tarde, la FA aceptó la solicitud de Everton de descansar a Davies para que no participara en el Campeonato de Europa Sub-19 para el Inglaterra Sub-19 en el verano de 2017.  Actualmente es un habitual en las convocatorias con la selección sub-21 de Inglaterra, con quien ha participado en 8 ocasiones hasta el momento.

## Estadísticas

### Clubes
| Club                              | Div.          | Temporada     | Liga  | Liga  | Copas nacionales | Copas nacionales | Copas internacionales | Copas internacionales | Total | Total | Media goleadora |
| Club                              | Div.          | Temporada     | Part. | Goles | Part.            | Goles            | Part.                 | Goles                 | Part. | Goles | Media goleadora |
| --------------------------------- | ------------- | ------------- | ----- | ----- | ---------------- | ---------------- | --------------------- | --------------------- | ----- | ----- | --------------- |
| Everton F. C. Inglaterra          | 1.ª           | 2015-16       | 2     | 0     | 0                | 0                | —                     | —                     | 2     | 0     | 0               |
| Everton F. C. Inglaterra          | 1.ª           | 2016-17       | 24    | 2     | 1                | 0                | —                     | —                     | 25    | 2     | 0.08            |
| Everton F. C. Inglaterra          | 1.ª           | 2017-18       | 33    | 2     | 3                | 0                | 7                     | 0                     | 43    | 2     | 0.05            |
| Everton F. C. Inglaterra          | 1.ª           | 2018-19       | 16    | 0     | 3                | 0                | —                     | —                     | 19    | 0     | 0               |
| Everton F. C. Inglaterra          | 1.ª           | 2019-20       | 30    | 1     | 2                | 1                | —                     | —                     | 32    | 2     | 0.06            |
| Everton F. C. Inglaterra          | 1.ª           | 2020-21       | 25    | 0     | 5                | 0                | —                     | —                     | 30    | 0     | 0               |
| Everton F. C. Inglaterra          | 1.ª           | 2021-22       | 6     | 1     | 2                | 0                | —                     | —                     | 8     | 1     | 0.13            |
| Everton F. C. Inglaterra          | 1.ª           | 2022-23       | 19    | 0     | 1                | 0                | —                     | —                     | 20    | 0     | 0               |
| Everton F. C. Inglaterra          | Total club    | Total club    | 155   | 6     | 17               | 1                | 7                     | 0                     | 179   | 7     | 0.04            |
| Sheffield United F. C. Inglaterra | 1.ª           | 2023-24       | 9     | 0     | 0                | 0                | —                     | —                     | 9     | 0     | 0               |
| Sheffield United F. C. Inglaterra | 2.ª           | 2024-25       | 16    | 1     | 0                | 0                | —                     | —                     | 16    | 1     | 0.06            |
| Sheffield United F. C. Inglaterra | Total club    | Total club    | 25    | 1     | 0                | 0                | 0                     | 0                     | 25    | 1     | 0.04            |
| Total carrera                     | Total carrera | Total carrera | 180   | 7     | 17               | 1                | 7                     | 0                     | 204   | 8     | 0.04            |
| 1. 2.                             |               |               |       |       |                  |                  |                       |                       |       |       |                 |

## Palmarés

### Distinciones individuales
| Distinción                                                   | Año     |
| ------------------------------------------------------------ | ------- |
| Jugador joven de la temporada del Everton F. C.              | 2016-17 |
| Mejor gol de la temporada del Everton F. C.                  | 2016-17 |
| Mejor actuación individual de la temporada del Everton F. C. | 2016-17 |